# Hartvikvatnet
Hartvikvatnet (Hartvik-See, Nordsamisch: Árajávri) ist ein von hohen Bergen umgebener See in der etwa 15 km entfernten norwegischen Gemeinde Narvik, etwa 4 km östlich des Dorfes Bjerkvik gelegen. Der See hat eine Länge von 2 km und eine maximale Breite von 1,5 km. Er wird vom Fluss Elvegårdselva durchquert. Am westlichen Ufer liegt das Militärlager Elvegårdsmoen. In der Nähe liegt das Tal Vassdalen, in dem am 5. März 1986 bei einer NATO-Übung ein Lawinenunglück (Vassdal-Unfall) erfolgte.

## Versunkene Ju 52
Bei der Schlacht um Narvik im Zweiten Weltkrieg wurden die deutschen Truppen des Generals Eduard Dietl eingeschlossen und der Nachschub über See abgefangen. Für den Nachschub auf dem Luftweg landeten am 13. April 1940 elf Ju 52 auf dem zugefrorenen Hartvikvatnet, von denen zehn zurückgelassen werden mussten. Das Bemühen von Norwegern, sie zu bergen, machten britische Hurricanes am 24. Mai zunichte, worauf die Maschinen bei der einsetzenden Schneeschmelze versanken.
Nachdem 1983 norwegische Enthusiasten eine Ju 52 aus ca. 50 m Tiefe geborgen hatten, wurde von Günter Leonhardt und  Oberst
Walter Holinka (1934–2007) die "Interessengemeinschaft Ju 52 gegründet, die im Sommer 1986 weitere vier Maschinen aus rund 75 m Tiefe barg. Zwei der restaurierten Ju 52 stehen im Ju-52-Museum in Wunstorf und Technikmuseum Hugo Junkers in Dessau und ein Rumpfteil im Luftfahrt-Museum Laatzen-Hannover. Für Schlittschuhläufer auf dem Hartvikvatnet ist eine in 4 m Tiefe liegende Ju 52 zu sehen.